# Jacques Ozouf
Pour les articles homonymes, voir Ozouf.
Jacques Ozouf, né le 8 septembre 1928 à Alençon (Orne) et mort le 29 juillet 2006 à Limogne-en-Quercy (Lot), est un historien français, spécialiste de l'histoire française des XIXe et XXe siècles.
En 1955, il épouse l'historienne Mona Ozouf.

## Biographie
Fils de René Ozouf et de Marianne Brossolette, sœur du résistant Pierre Brossolette, il est le frère de Philippe Ozouf (1925-2016), slaviste et professeur de russe à l'Université de Clermont-Ferrand II.
Après ses études secondaires au lycée Henri-IV à Paris, il fait des études d'histoire à la Sorbonne, où il rencontre Mona Sohier (future Mona Ozouf), fille de l'intellectuel breton Yann Sohier, étudiante en philosophie, qu'il épouse en 1955. Il est reçu sixième à l'agrégation d'histoire en 1954 et son épouse en 1955 à l'agrégation de philosophie.
Nommés professeurs de lycée à Caen, ils y font la connaissance de Michelle Perrot et de Nicole Le Douarin.
Membre du Parti communiste français (PCF) depuis ses études, il le quitte à la suite de la répression soviétique de l'insurrection de Budapest en 1956.
Très attaché aux valeurs républicaines laïques, il entreprend, avec son épouse, un travail porté sur les instituteurs de l'école publique d'avant-guerre.
En 1971, il devient directeur d'études à l'École des hautes études en sciences sociales (EHESS).
Il participe également au débat public dans des revues comme Le Nouvel Observateur et Esprit.
Il est considéré comme un des meilleurs spécialistes de l'analyse électorale de son époque.

## Publications
- Nous, les maîtres d'école…, Gallimard/Julliard, 1967.
- Lire et écrire : l'alphabétisation des Français de Calvin à Jules Ferry, avec François Furet, Minuit, « Le sens commun », 1977.
- La République des instituteurs, avec Mona Ozouf, Seuil/Gallimard, « Hautes Études », 1992.